# Singelkerk (Amsterdam)
De Singelkerk is een kerk van de Doopsgezinde gemeente (VDGA) in Amsterdam, gelegen tussen het Singel en de Herengracht. Het is een zogenaamde schuilkerk, een kerk die aan de buitenkant niet herkenbaar is als kerk.

## Geschiedenis
Vanaf ongeveer 1530 vonden in Amsterdam bijeenkomsten plaats van doopsgezinden in huizen van particulieren. Het was hun toen nog niet toegestaan eigen kerkgebouwen op te richten. Nadat de doopsgezinden vanaf het begin van de 17de eeuw werden getolereerd konden ze hun eerste eigen kerkgebouwen in gebruik nemen. Deze heetten aanvankelijk vermaningen.
De Singelkerk ontstaat als in 1607 een erf langs het Singel wordt aangekocht door Harmen Hendriksz. Van Warendorp. Hij laat er een schuur op zetten, bedoeld als vergaderplaats voor de Vlaamse doopsgezinden. De plaats krijgt de naam "Bij het lam", zo geheten naar de gevelsteen van het pand een paar percelen verderop, een brouwerij met een lam in de gevel (het pand waar zich nu discotheek Odeon bevindt).
De schuur wordt vervangen door een grotere kerk in 1639, met de grootte van het huidige kerkgebouw. Dit nieuwe gebouw kwam wat meer in de richting van de Herengracht te liggen. In 1839 wordt bij een grote verbouwing door Martinus Gerardus Tétar van Elven het dak vervangen, waarmee het gebouw de vorm krijgt die het nu nog heeft. Ook de voorgevel aan de Herengracht dateert uit die tijd. Aanvankelijk waren de halfronde deuren op Singel 454 de ingang tot de kerk. Geleidelijk volgden enkele uitbreidingen. Singel 452 werd bij het complex betrokken. Hierin zijn de kamer voor de kerkenraad, de bibliotheek en de catechisatie- en vergadervertrekken gelegen.

## Interieur
Opvallend zijn de klapstoelen die in het midden van de kerkruimte staan, die vroeger opgestapeld stonden in het voorportaal. De vrouwen namen tegen betaling van een stuiver een stoel en plaatsten die dan ergens midden in de kerkruimte. De plaatsen in de banken werden verhuurd aan de rijkere gemeenteleden. De armere gemeenteleden en de kinderen van het weeshuis De Oranjeappel zaten op de tweede galerij. Op de binnenmuur naast de deur van kerkenraadskamer bevindt zich een gevelsteen die herinnert aan dit weeshuis.
In de lange gang van het Singel naar de kerkruimte zijn lijsten met de schematische weergave van de geschiedenis van de doperse gemeenten in Amsterdam, en de namen van de diakenen en predikanten vanaf het eerste begin tot heden. Tegen de lijsten met namen hangt het tafelblad uit de bibliotheek van het seminarium, waarin traditioneel alle afgestudeerden hun namen kerfden.

## Gebruik
De kerk wordt nog altijd gebruikt als kerkgebouw van de Doopsgezinde Gemeente Amsterdam. De Algemene Doopsgezinde Sociëteit is verder gevestigd op Singel 454, net als het Doopsgezind Centrum voor Gemeenteopbouw en het Doopsgezind Seminarium.
De kerk wordt veel verhuurd ten behoeve van concerten, repetities of muziekopnamen vanwege de goede akoestiek.